# Симон Мирман
Симон Мирман (на френски: Simone Mirman) е френска дизайнерка на шапки, известна най-вече със своите модели шапки за британското кралско семейство.

## Биография
Родена е в Париж на 18 май 1912 г. в католическо семейство от средната класа. Симон започва да работи за Роус Валоа, която е една от водещите парижки шапкари на 1920-те и 1930-те години. Там тя развива таланта си за проектиране на шапки. На 20-годишна възраст Симон среща еврейски студент по медицина, Серж Мирман. Въпреки езиковата бариера между двамата те женят през 1939 г. в Лондон. Почива на 1 август 2008 г. във Франция.

### Кариера
Началото на кариерата на Симон започва в Лондон, където тя работи с Елза Скиапарели, която е известена със смелите си шапкарски произведения. Тя оглавява отдела „Шапка“ в клона на Скиапарели в Лондон, докато го закриват при избухването на войната през 1939 г. Въпреки това, Скиапарели щедро дава на Симон контактите на английската си клиентела, и ѝ позволява да стартира успешно собствения си бизнес.

### Бизнес
По време на Втората световна война, обеднялото семейство Мирман живели в малка мансарда на Спринг Стрийт в Падингтън. Всяка сутрин, те криели доказателствата за реалнят им живот и се трансформирали на тавана в шапкарския салон на Симон. През 1947 г., Мирман е в състояние да си позволи по-добро помещение в близост до Хайд парк, и през 1952 г., тя се премества на улица Чешам Плейс, Белгрейвия, където остава до края на професионалната си кариера. От началото на 1950 г. Мирман доставя шапки за дизайнерите Норман Хартнел, Харди Амиес, и Кристиан Диор Тя също така прави точно копие на модел шапки Диор на дебютното модно шоу на Джон Кавана през 1952 г. За първи път Диор позволява да се направи копие на шапката, който да бъде използван от друг дизайнер. Освен Кралското семейство, известни нейни клиентите са актрисите Вивиан Лий и Валери Хобсън, както и членовете на английски аристокрация и обществото. На по-ниско ниво, Мирман прави част от женските полицейски униформите на проектирани от Норман Хартнел.През 1960 г. и 1970 г. Мирман продължава да прави модни шапки – забавни версии на шапки инкрустирани с пластмасови камъни, и ултра-модерни кожени или пластмасови шапки с ПВЦ козирки. Серж също помогна на жена си, и той вероятно е отговорен за по-странни и ексцентрични шапки на Симон, които привлякоха вниманието на пресата.

### Работа за Кралско семейство
През 1952 г., след решението на Принцеса Маргарет, че обичайната им шапкарка, Аге Таруп шие твърде скъпо, Симон Мирман е поканена в Бъкингамския дворец, за да се покаже шапките си на кралица Елизабет, и Принцеса Маргарет и впоследствие те стават нейни редовни клиенти.

### Пенсиониране и смърт
Симон Мирман се пенсионира през 1990 г. и се връща във Франция, където тя се заема с маслени бои като хоби, докато губи зрението си. Тя умира през 2008 г. на 96-годишна възраст